# Justicia en el Antiguo Egipto
La Justicia en el Antiguo Egipto estaba bajo la advocación de Maat, que representaba el orden cósmico que hacía posible la vida. Es por ello que tanto el chaty, el magistrado supremo, como el resto de magistrados y los presidentes de los distintos tribunales eran sacerdotes de la diosa, y todos ellos ocupaban la más alta jerarquía en la administración, siendo los primeros después del faraón. La misión principal del monarca, representación viva de Ra en la Tierra, era hacer reinar la justicia para que el orden imperase y el país fuese próspero.

## Maat

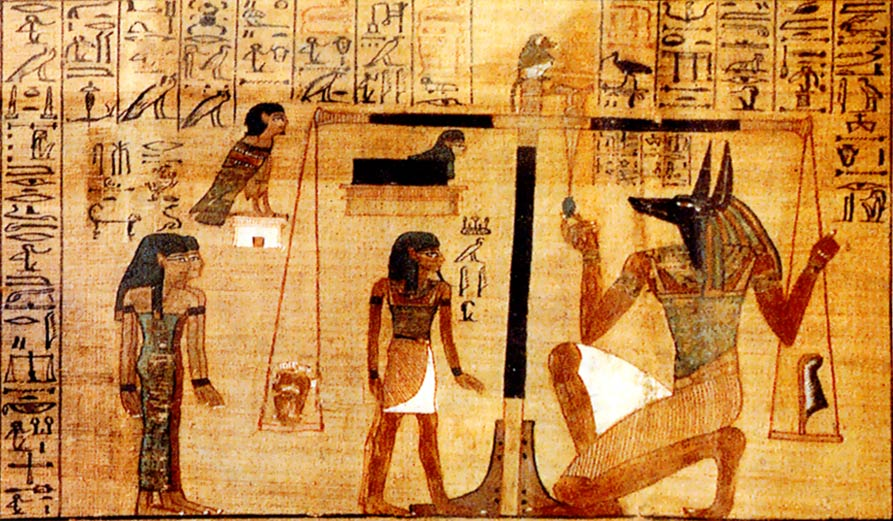
Juicio de los muertos: Anubis compara del corazón de Ani con la pluma de la Justicia. (Papiro de Ani).

Maat encarnaba la verdad, el orden y la justicia, y hacía girar la rueda de la vida que solo era posible si imperaba el orden establecido. Sobre esta idea se fundaron las bases y los estatutos de la ley en el Antiguo Egipto, con leyes que habían sido dictadas por los dioses y cuyo intérprete y juez supremo era el Faraón, encarnación de Maat. Como consecuencia, Maat era la patrona de los jueces. Se representaba como una mujer de pie o sentada sobre sus talones con una gran pluma de avestruz sobre la cabeza y portando en una mano el cedro y en la otra el anj, el cetro del poder. Su pluma se empleaba para pesar el corazón de los muertos en el juicio final.
En el Antiguo Egipto todo lo que afectaba al hombre estaba relacionado: sociedad, economía, religión, ciencia. La justicia, el orden, tenía como finalidad permitir una vida llena de abundancia, felicidad y salud, tanto en este mundo como en el Duat. No había un sistema jurídico similar al Derecho Romano y apenas se han encontrado textos jurídicos, aunque todos los existentes y las inscripciones hablan de la justicia.
Según Bernadette Menu, la función de juzgar, crear y conservar el derecho viene definida por el título sAb, tAy.ty, título que a veces puede ser completado o reemplazado por el de "Sacerdote de Maat" o el de "Sacerdote de Thot", y por dos actividades: hacer el derecho (ir mAat), es decir, crear la jurisprudencia, y separar a los litigantes una vez satisfechos.

## Ordenamiento
El juez supremo era el Faraón, aunque actuaba como tal solo en ocasiones, como en juicios por alta traición. Desde la tercera dinastía este papel de juez supremo estaba encomendado al chaty, que a su vez delegaba en magistrados locales que eran ayudados por escribas de alto rango. Durante la cuarta dinastía comienzan a proliferar en los distintos nomos las salas de audiencias (llamadas Morada Venerable), en donde los monarcas actuaban, por lo general, como magistrados locales. 
El chaty, gran sacerdote de Maat, daba audiencia en la sala de columnas del palacio de Tebas, vestido con lino blanco y un cetro en la mano. Ante él se extendía los cuarenta rollos de pergamino en los que estaban transcritas las leyes. Junto a él se encontraban sus consejeros y los escribas encargados de levantar las actas. Acabada la audiencia, el chaty rendía cuentas de ella al faraón. Este era el Hwt wrt, el tribunal en el que el chaty impartía justicia y solucionaba otros asuntos legales. El conjunto de órganos judiciales de todo el país dependía del Departamento de la Balanza, en la sede del gobierno central. Estaba presidido por un miembro del Consejo de los Diez que dirigía la totalidad de los servicios administrativos y del que dependían los jueces y demás funcionarios de justicia. Este consejo estaba formado por altos funcionarios con gran experiencia, que integraban el Tribunal Supremo y redactaban las leyes bajo la dirección del chaty.

### Jerarquía judicial
- El Faraón, dios viviente y garante del orden y la justicia.
- El chaty, primer ministro, mano derecha del faraón.
- El haty, gobernador de un nomo.
- El wpyw, tribunal.
- El dedet consejo local de funcionarios.
- El seb juez de primera instancia.
- El sr escriba adscrito a la administración de justicia.